# Liquorentnahme
Unter einer Liquorentnahme (im klinischen Jargon oft fälschlicherweise als Liquorpunktion bezeichnet) versteht man die Punktion der Liquorräume und Entnahme von Nervenflüssigkeit (Liquor cerebrospinalis) für Untersuchungszwecke. Nach dem anatomischen Zugangsweg ist die häufigste Form der Liquorentnahme die Lumbalpunktion, bei der die Entnahme aus dem unteren Rückenmarkskanal erfolgt. Weniger häufig sind die Subokzipitalpunktion (auch Zisternenpunktion genannt: Punktion der Cisterna cerebellomedullaris) und die Ventrikelpunktion (Punktion der Hirnventrikel).